# Primnoella scotiae
Primnoella scotiae är en korallart som beskrevs av Thomson och James Cunningham Ritchie 1905. Primnoella scotiae ingår i släktet Primnoella och familjen Primnoidae.
Artens utbredningsområde är Södra Ishavet. Inga underarter finns listade i Catalogue of Life.